# Mollösunds socken
Mollösunds socken i Bohuslän ingick i Orusts västra härad, ingår sedan 1971 i Orusts kommun och motsvarar från 2016 Mollösunds distrikt. 
Den består av halvön Tången på sydvästra Orust samt flera obebodda öar och holmar i Skagerack, varav Mollön är störst. Arealen är 6,99 kvadratkilometer varav 6,91 land. och år 2000 fanns här 358 invånare. Tätorten Mollösund med Mollösunds kyrka ligger längst söderut på halvön, mittemot Mollön.   

## Administrativ historik
Mollösunds församling bildades 1587 som kapellförsamling genom utbrytning ur Morlanda församling, men fortsatte att tillhöra Morlanda jordebokssocken.
Vid inrättandet av Sveriges kommuner 1863 inrättades Mollösunds landskommun. 
Sockenstämmoprotokoll finns för åren 1733-1862. Församlingens status ändrades 1924 då den blev annexförsamling i Morlanda pastorat, och samma år blev den också en egen jordebokssocken.
Kommunen inkorporerades 1952 i Morlanda landskommun som i sin tur 1971 uppgick i Orusts kommun. Församlingen uppgick 2006 i Morlanda församling.
1 januari 2016 inrättades distriktet Mollösund, med samma omfattning som församlingen hade 1999/2000.  
Socknen har tillhört län, fögderier, tingslag och domsagor enligt vad som beskrivs i artikeln Orusts västra härad.

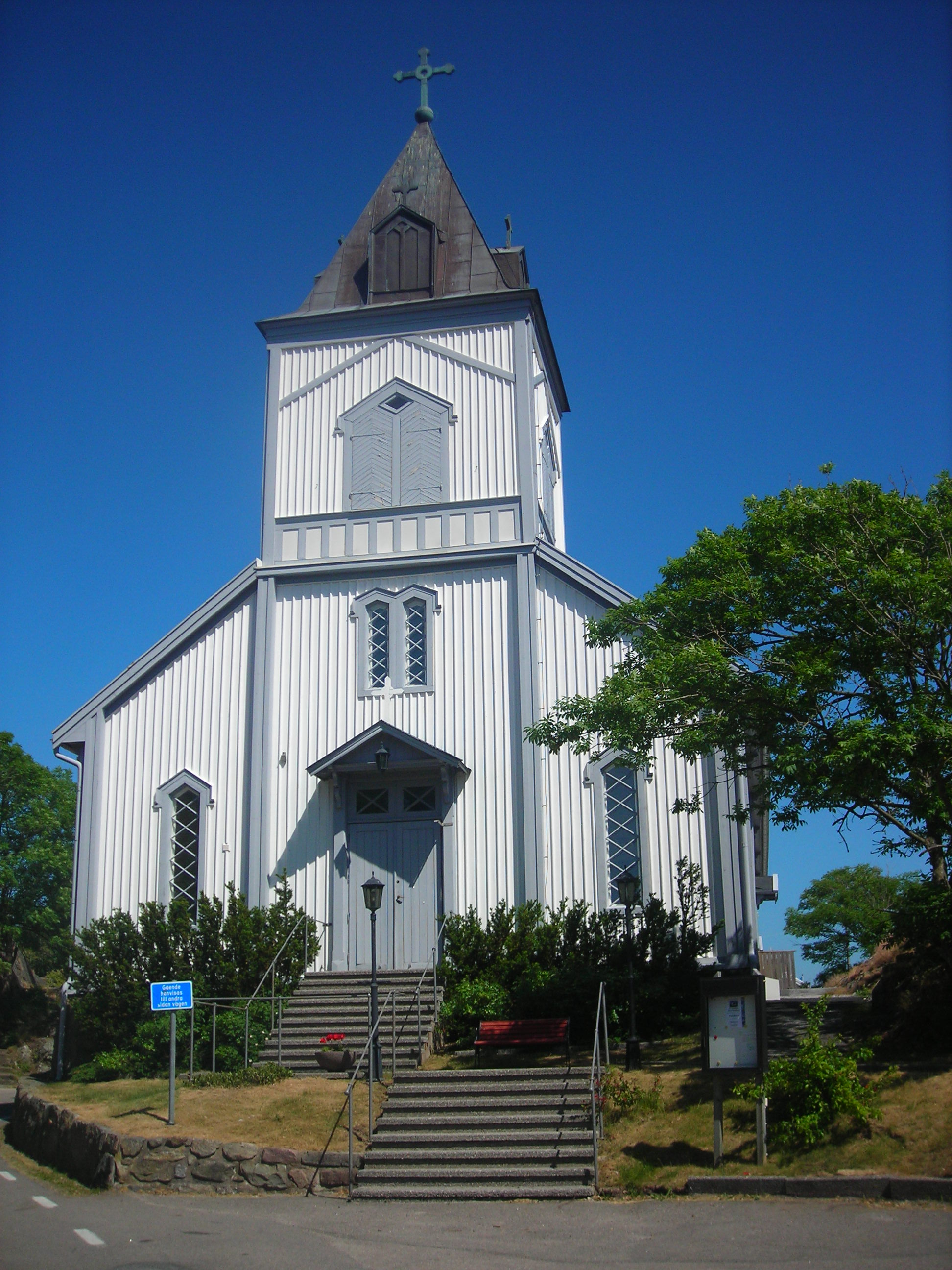
Mollösunds kyrka

## Fornlämningar
Tomtning ar har påträffats.

## Befolkningsutveckling
Befolkningen ökade från 388 1810 till 1 035 1910 varefter den minskade till 376 1970 då den var som minst under 1900-talet.

## Namnet
Namnet skrevs 1565 Molsund och kommer från fiskeläget. Efterleden är sund syftande på sundet mellan Orust och Mollö. Förleden innehåller önamnet Mollö som troligen innehåller molda, 'hjässa syftande på öns övre del med dess kulle.